# Walter Tevis

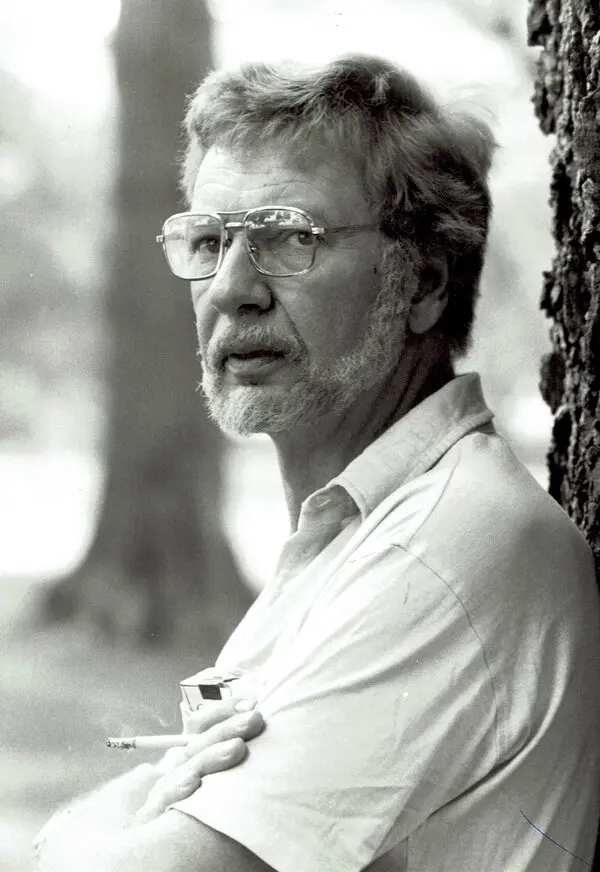
Walter Tevis

Walter Stone Tevis (* 28. Februar 1928 in San Francisco, Kalifornien; † 8. August 1984 in New York City) war ein US-amerikanischer Schriftsteller, dessen bekannteste Werke die Romane Das Damengambit und Der Mann der vom Himmel fiel sind.
Viele seiner Werke wurden verfilmt, die 2020 erschienene Adaption Das Damengambit mit Anya Taylor-Joy wurde mit einem Emmy als Beste Miniserie ausgezeichnet.

## Leben
Sein Vater, der ursprünglich aus dem Madison County in Kentucky stammte, brachte seine Familie zurück aus San Francisco nach Kentucky, als Walter Tevis zehn Jahre alt war.
Nachdem er während des Zweiten Weltkriegs auf dem Pazifik gedient hatte, beendete er 1945 seine Schulausbildung an der Model High School und studierte an der University of Kentucky. Als Student arbeitete Tevis in einem Billard-Lokal und veröffentlichte eine Erzählung über Poolbillard, die er für A. B. Guthries Schreib-Seminar verfasst hatte. Nach seinem Master-Abschluss an der Universität schrieb Tevis für das Highway Departement von Kentucky und unterrichtete in Science Hill, Hawesville, Irvine, Carlisle und danach an der University of Kentucky in Lexington.
Von 1965 bis 1978 lehrte er Englische Literatur an der Ohio University in Athens, von der er einen weiteren Masterabschluss erhielt. Er schrieb mehrere Romane, von denen drei die Vorlage zu gleichnamigen Kino-Verfilmungen waren: Haie der Großstadt (engl.: The Hustler, 1959) und Die Farbe des Geldes (engl.: The Color of Money, 1984) – beide handeln von dem fiktiven Billardspieler „Fast Eddy“ Felson – und den Science-Fiction Roman Der Mann, der vom Himmel fiel (engl.: The Man who Fell to Earth, 1963). Er schrieb auch Die Letzten der Menschheit (engl.: Mockingbird 1980), Far From Home (1981), The Steps of the Sun (1983) und The Queen’s Gambit (1983). The Queen’s Gambit wurde als siebenteilige Miniserie verfilmt und im Oktober 2020 von Netflix im deutschsprachigen Raum als Das Damengambit veröffentlicht.
Tevis wurde 1980 mit seinem SF-Roman Die Letzten der Menschheit für den Nebula Award nominiert.
Seine letzten Lebensjahre verbrachte er in New York als hauptberuflicher Schriftsteller.
Walter Tevis starb 1984 mit 56 Jahren an Lungenkrebs. Er wurde in Richmond, Kentucky, beerdigt. Im Jahre 1991 wurde er posthum in die Hall of Fame des Billiard Congress of America aufgenommen.

## Bibliographie
Romane
- The Hustler (1959)
  - Deutsch: Die Haie der Großstadt. Übersetzt von Bernd Müller. Bastei-Lübbe-Taschenbuch #13091, 1987, ISBN 3-404-13091-X.
  - Neuübersetzung: Die Partie seines Lebens. Aus dem amerikanischen Englisch neu übersetzt von pociao und Roberto de Hollanda. Diogenes, Zürich 2023, ISBN 978-3-257-07268-6.
- The Man Who Fell to Earth (1963)
  - Deutsch: Spion aus dem All. Goldmanns Zukunftsromane #49, 1963. Auch als: Der Mann, der vom Himmel fiel. Ullstein Science Fiction & Fantasy #31119, 1963, ISBN 3-548-31119-9.
  - Neuübersetzung: Der Mann, der vom Himmel fiel. Aus dem amerikanischen Englisch neu übersetzt von pociao und Roberto de Hollanda. Diogenes, Zürich 2022, ISBN 978-3-257-07197-9.
- Mockingbird (1980)
  - Deutsch: Die Letzten der Menschheit. Moewig (Bibliothek Science Fiction), 1981, ISBN 3-8118-2013-3.
- The Steps of the Sun (1983)
- The Queen’s Gambit (1983)
  - Deutsch: Das Damengambit. Übersetzt von Gerhard Meier. Diogenes, Zürich 2021, ISBN 978-3-257-07161-0.
- The Color of Money (1984)
  - Deutsch: Die Farbe des Geldes. Übersetzt von Joachim Honnef. Bastei-Lübbe-Taschenbuch #13092, 1987, ISBN 3-404-13092-8.

Sammlung
- Far from Home (1981)

Kurzgeschichten
- Operation Gold Brick (1957, auch als The Goldbrick)
- The Hustler (1957)
- The IFTH of OOFTH (1957)
- The Big Bounce (1958)
- Far from Home (1958)
- The Other End of the Line (1961)
  - Deutsch: Am anderen Ende der Leitung. In: Walter Ernsting (Hrsg.): Expedition nach Chronos. Heyne Science Fiction & Fantasy #3056, 1965
- The Scholar’s Disciple (1969)
- The King is Dead (1973)
- Rent Control (1979)
- The Apotheosis of Myra (1980)
- Echo (1980)
- Out of Luck (1980)
- A Visit from Mother (1981)
- Daddy (1981)
- Sitting in Limbo (1981)

## Auszeichnungen
- 2021: LovelyBooks Leserpreis Gold in der Kategorie Literatur für Das Damengambit[2]